# Pucón
Pucón é uma cidade situada no Chile. Localizada a 780 km ao sul da capital Santiago na província de Cautín, região da Araucanía. É uma região incomparável cercada pelo lago e vulcão Villarrica.
O terreno varia de praias nas margens dos lagos, a floresta tropical temperada. As fontes termais naturais encontram-se nos vales arborizados próximos.
Seu bom clima e incomparável beleza no verão faz a região ser muito atrativa ao turismo. Púcon oferece uma variedade de esportes e atividades ligadas ao ecoturismo, incluindo esqui aquático, snow-board, trilhas, caminhadas, rafting, canoagem cachoeiras belíssimas e a escalada do Vulcão Villarrica.
O centro da cidade é razoavelmente desenvolvido possuindo boas lojas para compras.